# سیارک ۸۸۷۲
سیارک ۸۸۷۲ (به انگلیسی: 8872 Ebenum، نامگذاری:1992GA4) هشت هزار و هشتصد و هفتاد و دومین سیارک کشف شده‌است که در ۴ آوریل ۱۹۹۲ کشف شد.
قدر مطلق سیارک برابر ۱۳٫۲۰ است.